# Alda Monico
Alda Monico (Venezia, 6 settembre 1933 – Roma, 23 luglio 2018) è stata una docente e scrittrice italiana.
Firmò alcune opere con lo pseudonimo Adalgisa Montresor.

## Biografia
Nata in una famiglia di sentimenti e cultura antifascisti (da Piero Monico, avvocato, socialista, e Rosita Rossi, entrambi protagonisti attivi nella Resistenza), rimase per tutta la  vita legata a quei valori, e sempre attaccatissima a Venezia, che sarebbe stata poi al centro della sua attività di narratrice.
Conseguita la maturità classica, si laureò in lingue a Ca’ Foscari con una tesi su Il mito greco nel teatro francese contemporaneo. Trasferitasi a Roma subito dopo il matrimonio, insegnò a lungo il francese nelle scuole statali italiane e l’italiano in Germania, dove con il marito e i tre figli trascorse gli anni fra il 1972 e il 1976.
Si occupò per molto tempo dell’integrazione dei bambini e ragazzi disabili nella scuola, presso i Provveditorati agli studi di Roma e poi di Palermo. Inoltre lavorò, con il gruppo di lavoro guidato da Tullio De Mauro, docente dell’Università La Sapienza di Roma, alla redazione di Due parole, l’unico periodico italiano "di facile lettura" (destinato ad alunni con difficoltà di apprendimento ma anche ai tanti analfabeti di ritorno) per il quale curò nel 1994 la raccolta di racconti La cornacchia ladra.
Per le edizioni Corbaccio uscì nel 2005 il suo primo romanzo Delitto al casìn dei nobili (poi pubblicato in Germania da Goldmann, riedito in Italia da TEA e in Germania da Lingen e da Weltbild), seguito nel 2007 da Maria della laguna e dal libro di cucina La mela carpendola (nel quale aveva rielaborato in un  brioso itinerario gastronomico le tante ricette pubblicate per diversi anni su giornali e riviste con lo pseudonimo di Adalgisa Montresor). Nel 2009, per la serie "Raccontami una storia a cena", uscì  nelle edizioni della Fondazione Querini Stampalia di Venezia Santi stravaganti, seguito nel 2013 da Il fiore della foresta sommersa (edizioni La Toletta). Aveva cominciato a scrivere storie da ragazzina e in pratica non smise mai.
Tra le sue carte, dopo la morte improvvisa, si sono trovati romanzi, racconti, fiabe, poesie, scritti varî, mai pubblicati.
Negli ultimi anni Alda Monico visse dividendosi tra Roma e Venezia. Nei risvolti di copertina dei suoi libri le piaceva definirsi "un’ottima cuoca e una nonna amatissima".

## Opere
- La cornacchia ladra, illustrazioni di Giuliana Serano, ed. tecnodid - Napoli,  1994
- Delitto al casìn dei nobili, ed. Corbaccio - Milano, 2005; ed. TEA - Milano, 2007 [4]
- Maria della laguna, ed. Corbaccio - Milano, 2007
- La mela carpenedola, ed. Corbaccio - Milano, 2007
- Santi stravaganti, ed. Querini Stampalia - Venezia, 2008
- Il fiore della foresta sommersa, ed. La Toletta - Venezia, 2013
- (DE)  Das Geheimnis der Kurtisane  (versioni in tedesco di Delitto al casìn dei nobili), ed. Goldmann Verlag - München, 2006; ed. Goldmann Verlag - München, 2008[4]; ed. Lingen Verlag - Köln, 2009; ed. Weltbild - Augsburg, 2009

### Scritti diversi
- Ma sì, mangiamoci la voglia      -  L'Ora, Palermo, luglio 1990    (firmato Adalgisa Montresor).
- Scopriamo il nostro piatto forte  -  L'Ora, Palermo, luglio 1990   (firmato Adalgisa Montresor).
- Il critico con gli occhi del poeta  - L'Ora, Palermo, dicembre 1990 in memoria di Eurialo De Michelis.
- Ricette per tutte le età - LiberEtà, Roma, dicembre 1999  (firmato Adalgisa Montresor).
- Visioni d’azzurro   - AD, Milano, maggio 2007